# Christian Hellström
Christian Hellström, född 13 september 1971, är en svensk innebandyspelare.
Hellström spelar sedan december 2009 i Visby IBK. Han har tidigare spelat i bland andra Balrog B/S IK, som han blev svensk mästare med 1992/93, 1995/96 och 2003/04, och AIK där han blev svensk mästare 2005/06.

## Meriter

### SM-Guld
1992/93, 1995/96, 2003/04 och 2005/06

### EC- guld
1993, 1994 & 1996

### VM-Guld
1996, 1998 & 2004